# Turquía en los Juegos Europeos de Bakú 2015
Turquía participó en los Juegos Europeos de Bakú 2015 con una delegación de 191 deportistas. Responsable del equipo nacional fue el Comité Olímpico Nacional Turco, así como las federaciones deportivas nacionales de cada deporte con participación.
El portador de la bandera en la ceremonia de apertura fue el karateca Enes Erkan.

## Medallistas
El equipo de Turquía obtuvo las siguientes medallas:
| Nombre | Deporte   | Competición |
| --- | --------- | ----------- |
| Oro |           |             |
| Serap Özçelik | Karate    | 50 kg F     |
| Burak Uygur | Karate    | 67 kg M     |
| Enes Erkan | Karate    | +84 kg M    |
| Rıza Kayaalp | Lucha     | 130 kg M    |
| Taha Akgül | Lucha     | 125 kg M    |
| Merve Dalbeler Gizem Güreşen Karadayı Dicle Nur Babat Kübra Akman Polen Uslupehlivan Seda Aslanyürek Büşra Cansu Güldeniz Önal Paşalıoğlu Naz Aydemir Akyol Neriman Özsoy Gözde Yılmaz Meliha İsmailoğlu Aslı Kalaç Çağla Akın | Voleibol  | Equipo F    |
| Plata |           |             |
| Merve Çoban | Karate    | 61 kg F     |
| Bronce |           |             |
| Özge Bayrak Neslihan Yiğit | Bádminton | Dobles F    |

- Datos: Q16980497
- Multimedia: Turkey at the 2015 European Games / Q16980497